# NGC 2428
NGC 2428 est un amas ouvert, situé dans la constellation de la Poupe. Il a été découvert par l'astronome germano-britannique William Herschel en 1785.
NGC 2428 est un groupe d'étoiles que l'on peut difficilement distinguer des étoiles d'arrière-plan. Ce groupe s'étend sur une région de 6 à 12 minutes d'arc.
NGC 2428 est à environ 2 100 pc (∼6 850 al) du système solaire et les dernières estimations donnent un âge de 479 millions d'années. La taille apparente de l'amas est comprise entre 6,0 et 12 minutes d'arc, ce qui, compte tenu de la distance, donne une taille réelle maximale comprise entre 12 et 24 années-lumière.